# Oxymetopon filamentosum
Oxymetopon filamentosum is een straalvinnige vissensoort uit de familie van torpedogrondels (Ptereleotridae). De wetenschappelijke naam van de soort is voor het eerst geldig gepubliceerd in 1967 door Fourmanoir.